# حمار زرد تشابمان
حمار زرد تشابمان (الاسم العلمي: Equus quagga chapmani) هو نوع فرعي من حمار الزرد السهلي. موطنه الأصلي جنوب أفريقيا، بوتسوانا، ناميبيا، أنغولا، زيمبابوي. حمار زرد تشابمان يأكل الأعشاب أساساً وأحياناً الشجيرات، حالياً هو في خطر انقراض أدنى، لكن مثل كل الحيوانات الأخرى معرض للخطر بسبب تدمير الموائل والصيد غير المشروع.